# Сербское литературное общество
Сербское литературное общество (серб. Српска књижевна задруга) — старейшая организация писателей Сербии, а также второе старейшее до сих пор существующее издательство после Матицы сербской.

## История

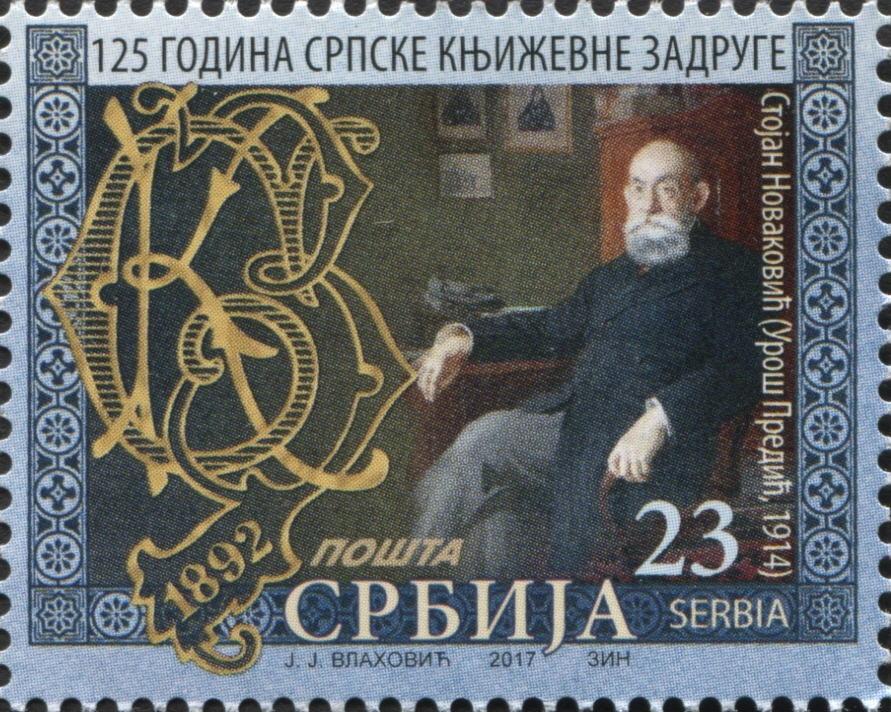
Сербская почтовая марка 2017 года, посвящённая 125-летию Сербского литературного общества

Основано в Белграде 29 апреля 1892 года в уже не существующем здании Сербской королевской академии наук и искусств шестнадцатью видными деятелями культурной, научной и политической жизни того времени. С момента своего создания традиционное учреждение редактировало произведения как сербских, так и зарубежных авторов и, наконец, способствовало продвижению и распространению сербской и другой переведённой мировой литературы. Таким образом, организация уже более века вносит важный вклад в культурную жизнь Сербии. Эмблему общества разработал Йован Йованович-Змай.
Во времена Королевства Сербии общество насчитывало 11 000 членов в Сербии и на Балканах и работало как крупное издательство, но его фактическая роль заключалась в том, что оно бережно взращивало национальную культуру и идеи южнославянского единства. Общество перевело множество греческих и римских классиков, а также французскую литературу того времени. Их работы контрабандой ввозились в славянские провинции под австрийским правлением, поскольку австрийские власти считали, что эти работы имеют либеральный и национальный характер.
Среди многочисленных публикаций литературного общества можно найти множество переводных произведений писателей со всего мира, таких как Жоржи Амаду, Лудовико Ариосто, Томас Бабингтон Маколей, Оноре де Бальзак, Шарль Бодлер, Бомарше, лорд Байрон, Луиш де Камоэнс, Альбер Камю, Джефри Чосер, Поль Клодель, Джеймс Фенимор Купер, Альфонс Доде, Чарльз Диккенс, Шарль Диль, Морис Дрюон, Джордж Элиот, Томас Стернз Элиот, Еврипид, Ричард Дж. Эванс, Уильям Фолкнер, Гюстав Флобер, Бенджамин Франклин, Оливер Голдсмит, Иоганн Вольфганг фон Гёте, Петер Хандке, Томас Харди, Людвик Гиршфельд, Виктор Гюго, Олдос Хаксли, Генри Джеймс, Франц Кафка, Сёрен Кьеркегор, Редьярд Киплинг, Дэвид Лодж, Андре Мальро, Кристофер Марло, Герман Мелвилл, Проспер Мериме, Мольер, Юджин О’Нил, Джойс Кэрол Оутс, Эдгар Аллан По, Франце Прешерн, Франсиско де Кеведо, Райнер Мария Рильке, Исак Самоковлия, Фридрих Шиллер, Артур Шницлер, Альберт Швейцер, Вальтер Скотт, Уильям Шекспир, Генрик Сенкевич, Александр Солженицын, Стендаль, Ипполит Тэн, Генри Торо, Лев Толстой, Франсуа Вийон, Вергилий, Оскар Уайльд и Томас Вулф.